# Burning of the Midnight Lamp
Burning of the Midnight Lamp är en låt skriven och framförd av Jimi Hendrix. Låten spelades in i juli 1967 i USA och släpptes som singel i Europa i augusti samma år. Övriga medverkande musiker är Noel Redding (bas), Mitch Mitchell (trummor) samt sånggruppen The Sweet Inspirations. Som b-sida hade man låten "The Stars That Play with Laughing Sam's Dice". Nästan ett år senare togs låten med på Hendrix tredje och sista fullbordade studioalbum Electric Ladyland och den finns även med på de brittiska versionerna av samlingsskivan Smash Hits. "Burning of the Midnight Lamp" var produktionsmässigt mer avancerad än de singlar han släppte tidigare 1967 och i singelns båda låtar har wah-wah-pedalen stort utrymme. Låtens intro är också notabelt då det spelas på en elektrisk cembalo och återkommer genom hela låten.

## Listplaceringar
- UK Singles Chart, Storbritannien: #18[1]
- Nederländerna: #20[2]
- Kvällstoppen, Sverige: #12[3]